# Мирвићи
Мирвићи је насељено мјесто у граду Горажду, Босна и Херцеговина.

## Становништво
|         | 2013.       | 1991.        | 1981.        | 1971.        |
| Укупно  | 39 (100,0%) | 47 (100,0%)  | 41 (100,0%)  | 59 (100,0%)  |
| Бошњаци | 39 (100,0%) | 29 (61,70%)1 | 15 (36,59%)1 | 10 (16,95%)1 |
| Срби    | –           | 18 (38,30%)  | 26 (63,41%)  | 49 (83,05%)  |

1. 1 На пописима од 1971. до 1991. Бошњаци су пописивани углавном као Муслимани.